# Волгоград
Волгоград (рус. Волгоград) град је у Русији и административни центар Волгоградске области. Налази се у југоисточном делу европског дела Русије, на реци Волги. Волгоград је носи почасну титулу „град херој“, јер се у њему одиграла Стаљинградска битка. Град се од свог оснивања 1589. па до 1925. године звао Царицин (Царицын), од 1925. до 1961. Стаљинград (Сталинград), а од 1961. године су се у склопу дестаљинизације, променила сва имена места названих по њему, па се данас град зове Волгоград. Према попису становништва из 2010. у граду је живело 1.021.244 становника.

## Географија
Волгоград је један од највећих градова у Русији. Град се протеже 60 км дуж обале Волге. Већи део града се налази на десној обали реке, али у састав града улази и неколико острва као што је острво Голодин, Денежно и Сарпинско острво. Територији града припада и мост преко
Волге, који северни део града повезује са тзв. „ градом-сапутником“, Волжонским. Мост који повезује ова два дела волгоградска агломерата прелази преко бране хидроелектране која се налази на Волги. Осим Волгограда и Волженског, волгоградски англомерат чини и град Краснослободск. Надморска висина града у појасу дуж реке је од 0 до 40 m, док је на удаљености од једног до три километра западно од реке, надморска висина од 50 до 100 m. Подручје града се налази на степи.
Клима је умерено-континентална. Просек падавина износи 403 mm талога годишње. Од краја априла па до октобра клима је слична клими средње Азије и Блиског истока. Зиме су умерено хладне са честим падавинама. Најхладнији месец у години је фебруар. Лето је дуго и топло, а температура може достићи и 41 °C.
| Клима Волгограда                 | Клима Волгограда | Клима Волгограда | Клима Волгограда | Клима Волгограда | Клима Волгограда | Клима Волгограда | Клима Волгограда | Клима Волгограда | Клима Волгограда | Клима Волгограда | Клима Волгограда | Клима Волгограда | Клима Волгограда |
| Показатељ \ Месец                | .Јан.            | .Феб.            | .Мар.            | .Апр.            | .Мај.            | .Јун.            | .Јул.            | .Авг.            | .Сеп.            | .Окт.            | .Нов.            | .Дец.            | .Год.            |
| -------------------------------- | ---------------- | ---------------- | ---------------- | ---------------- | ---------------- | ---------------- | ---------------- | ---------------- | ---------------- | ---------------- | ---------------- | ---------------- | ---------------- |
| Апсолутни максимум, °C (°F)      | 12,3 (54,1)      | 13,1 (55,6)      | 20,5 (68,9)      | 29,2 (84,6)      | 37,2 (99)        | 39,4 (102,9)     | 41,8 (107,2)     | 42,6 (108,7)     | 37,8 (100)       | 31,0 (87,8)      | 21,0 (69,8)      | 12,3 (54,1)      | 42,6 (108,7)     |
| Максимум, °C (°F)                | −3,3 (26,1)      | −3,1 (26,4)      | 3,6 (38,5)       | 14,9 (58,8)      | 21,9 (71,4)      | 27,0 (80,6)      | 29,6 (85,3)      | 28,6 (83,5)      | 21,6 (70,9)      | 13,0 (55,4)      | 3,6 (38,5)       | −1,9 (28,6)      | 13,0 (55,4)      |
| Просек, °C (°F)                  | −5,7 (21,7)      | −5,9 (21,4)      | ,1 (32,2)        | 9,9 (49,8)       | 16,7 (62,1)      | 21,6 (70,9)      | 24,2 (75,6)      | 23,0 (73,4)      | 16,4 (61,5)      | 8,8 (47,8)       | ,8 (33,4)        | −4,2 (24,4)      | 8,8 (47,8)       |
| Минимум, °C (°F)                 | −9,0 (15,8)      | −9,7 (14,5)      | −3,9 (25)        | 4,2 (39,6)       | 10,1 (50,2)      | 15,1 (59,2)      | 17,5 (63,5)      | 16,2 (61,2)      | 10,4 (50,7)      | 4,1 (39,4)       | −2,4 (27,7)      | −7,3 (18,9)      | 3,8 (38,8)       |
| Апсолутни минимум, °C (°F)       | −33,0 (−27,4)    | −32,5 (−26,5)    | −25,8 (−14,4)    | −12,8 (9)        | −1,1 (30)        | 2,0 (35,6)       | 7,4 (45,3)       | 4,5 (40,1)       | −1,0 (30,2)      | −12,2 (10)       | −25,8 (−14,4)    | −27,8 (−18)      | −33,0 (−27,4)    |
| Количина падавина, mm (in)       | 38 (1,5)         | 30 (1,18)        | 28 (1,1)         | 28 (1,1)         | 39 (1,54)        | 41 (1,61)        | 35 (1,38)        | 30 (1,18)        | 29 (1,14)        | 29 (1,14)        | 34 (1,34)        | 45 (1,77)        | 406 (15,98)      |
| Дани са кишом                    | 9                | 7                | 8                | 12               | 12               | 12               | 11               | 8                | 10               | 11               | 12               | 11               | 123              |
| Дани са снегом                   | 20               | 18               | 11               | 2                | 0,03             | 0                | 0                | 0                | 0,1              | 1                | 9                | 18               | 79               |
| Релативна влажност, %            | 88               | 86               | 81               | 64               | 57               | 56               | 53               | 51               | 61               | 73               | 86               | 89               | 70               |
| Сунчани сати — месечни просек    | 66,1             | 96,9             | 138,4            | 204,2            | 290,8            | 308,4            | 329,3            | 300,2            | 228,9            | 155,8            | 63,6             | 42,5             | 2.225,1          |
| Извор #1: Pogoda.ru.net          |                  |                  |                  |                  |                  |                  |                  |                  |                  |                  |                  |                  |                  |
| Извор #2: Weatherbase (sun only) |                  |                  |                  |                  |                  |                  |                  |                  |                  |                  |                  |                  |                  |

## Историја
Град је основан као тврђава 2. јула 1589. године, када је назив „ Царцинска тврђава“ први пут поменут у једној царској повељи. Царцин је изграђен на стратешки важном месту најмање удаљености Волге и Дона и на раскршћу путева од којих најважнији онај из Европе за Кину. У Царцинској тврђави 1608. године изграђена је прва црква, да би крајем седамнаестог века ова тврђава бројалa између 350-400 људи. У периоду од 1607. па до 1670. године тврђава је била освајана више пута од стране различитих завојевача. Године 1708, Царцин је припојен Казанској губернији, да би 1719. године био припојен Астраханској губернији. У Царцину је 1814. године, почела да се гради лука, а први теретни брод пристао је четири године касније. Од 1857. године из волгоградске луке су почели да испловљавају путнички бродови, који су саобраћали од Царцина до Нижнег Новгорада. Прво позориште је изграђено 1872. године, а први биоскоп 1907. Од 1913. Царицин је добио струју, трамваје и асфалт.
За време Руског грађанског рата у новембру 1917. године у Царцину је проглашена совјетска власт. Године 1918, Царицин је био опседан од стране Беле армије генерала Краснова. Три напада су била одбијена, али је град ипак био заузет у јуну 1919. године од стране војника беле армије под командом генерала Антона Дењикина, који је на крају напустио Царицин у јануару 1920. године. После заузећа Царицина од стране Црвене армије 2,5 хиљаде чланова угледних и богатих породица било је стрељано и бачено у Волгу.
Град је преименован у Стаљинград 10. април 1925. године. Град је стекао славу за време Другог светског рата када се у њему крајем 1942. године одиграла чувена Стаљинградска битка. Битка је почела 17. јула 1942. године. Масовна немачка бомбардовања 23. августа су разрушила град, убила више од 40 хиљада људи и уништила више од половине градских резерви. До септембра град је бомбардован од стране немачке авијације више од 400 пута. Након тог периода у граду није остало ништа осим рушевина. Битка за Стаљинград је била једна од највећих битака Другог светског рата, која је вођена са великим интензитетом. Као пример може се узети главна железничка станица, која је прелазила чак 13 пута час у немачке, а час у руске руке. Без обзира на велике губитке Црвена армија није дозволила напредовање војске Трећег рајха. 19. новембра 1942. године почела је контраофанзива Црвене армије која је убрзо допринела опкољавању немачких трупа. 31. јануара 1943. године командујући немачких снага, генерал-фелдмаршал Фридрих Паулус се предао, да би 2. фебруара све опкољене јединице немачке војске биле ликвидиране. Овим је у потпуности завршена Стаљинградска битка. Године 1944. почело је обнављање Стаљинграда које је због велике материјалне штете дуго трајало.
Дана 10. новембра 1961. године, Стаљинград је по одлуци Никите Хрушчова, који је вршио дестаљинизацију тадашњег Совјетског Савеза, преименован у Волгоград, а сви Стаљинови споменици у граду су уклоњени. У мају 1963. године Волгоград је посетио Фидел Кастро, а 8. марта 1965. године град је добио звање „Град-херој“, које се додељивало градовима који су страдали од стране немачких окупатора за време Другог светског рата. Дан града се одржава сваке прве недеље у месецу.

## Становништво
Према прелиминарним подацима са пописа, у граду је 2010. живело 1.021.244 становника, 9.827 (0,97%) више него 2002.
| 1939.   | 1959.   | 1970.   | 1979.   | 1989.   | 2002.     | 2010.     |
| ------- | ------- | ------- | ------- | ------- | --------- | --------- |
| 445.312 | 593.844 | 817.647 | 928.894 | 998.864 | 1.011.417 | 1.021.215 |

Више од 90% становништва чине Руси. Волгоград се састоји од осам области: Держенска, Красноармејска (Црвеноармијска), Краснооктобарска (Црвенооктобарска), Тракторзаводска, Совјетска, Кировска, Централна и Вовршиловска област. Становништво је великим делом православне вере. У Волгограду се налази петнаест православних цркава, а 2007. године у Волгограду је саграђена и синагога.

## Привреда
Захваљујући свом географском положају у Волгограду су заступљене скоро све гране привреде. У електро привреди запослено је око 13.000 људи, металургијом се бави око 12% грађана Волгограда, у хемијској индустрији ради око 10.000 људи, а у машинској индустрији ради 20.000 људи. Трговина је у Волгограду веома заступљена и једна је од најразвијенијих грана привреде.

## Саобраћај
Аеродром је се налази у насељу Гумрак , 15 км северозападно од Волгограда и повезује град и област са многим градовима Русије и Европе. Био је опсежно реконструисан уочи Светског првенства 2018..

## Партнерски градови
- Ковентри
- Острава
- Кеми
- Лијеж
- Дижон
- Торино
- Порт Саид
- Ченај
- Хирошима
- Рајникендорф
- Кемниц
- Русе
- Ђилин
- Крушевац
- Тираспољ
- Плоњск
- Сандански
- Орландо
- Олевано Романо
- Кливленд
- Торонто
- Ченгду
- Јереван
- Измир
- Ortona
- Келн